# Szolnok
Szolnok (alternativ în română Solnoc) este un oraș în Ungaria, situat pe malul Tisei. Este reședința comitatului Jász-Nagykun-Szolnok și unul dintre cele 23 orașe cu statut de comitat ale țării.
Prin oraș trece drumul internațional E60, care pornește din Franța, pe traseul: Brest - Auxerre - Bâle - Salzburg - Viena - Budapesta - Szolnok - Ártánd - Borș - Oradea - Cluj-Napoca - București, ajungând la Marea Neagră, la Constanța.

## Demografie
Componența etnică a municipiului Solnoc
     Maghiari (95,08%)
     Romi (2,47%)
     Necunoscut (0,99%)
     Alții (1,47%)
Componența confesională a municipiului Solnoc
     Fără religie (32,1%)
     Romano-catolici (25,72%)
     Reformați (6,45%)
     Atei (2,44%)
     Necunoscută (31,99%)
     Alte religii (2,57%)
Conform recensământului din 2011, orașul Solnoc avea 72.040 de locuitori. Din punct de vedere etnic, majoritatea locuitorilor (95,08%) erau maghiari, cu o minoritate de romi (2,47%). Apartenența etnică nu este cunoscută în cazul a 0,99% din locuitori.  Comunitatea românească era 145 de persoane, adică 0,20% din locuitori orașului.
Nu există o religie majoritară, locuitorii fiind persoane fără religie (32,1%), romano-catolici (25,72%), reformați (6,45%) și atei (2,44%). Pentru 31,99% din locuitori nu este cunoscută apartenența confesională.

## Personalități născute aici
- Katalin Karikó (n. 1955), biochimistă americană, laureată Nobel pentru medicină.